# أرتورو مينا
أرتورو مينا (Arturo Mina) (8 أكتوبر 1990 في الإكوادور – )؛ هو لاعب كرة قدم كان يلعب كمدافع. يلعب مع منتخب الإكوادور لكرة القدم منذ عام 2014.

## وصلات خارجية
- أرتورو مينا على موقع اتحاد تركيا (لاعب) (الإنجليزية)
- أرتورو مينا على موقع قاعدة بيانات كرة القدم.إي يو (الإنجليزية)
- أرتورو مينا على موقع ناشيونال فوتبول تيمز (الإنجليزية)
- أرتورو مينا على موقع Soccerway.com (الإنجليزية)
- أرتورو مينا على موقع عالم كرة القدم.نت (الإنجليزية)
- أرتورو مينا على موقع AS.com (الإسبانية)